# 姚怀祥
姚怀祥（1783年—1840年），字斯征，号履堂，嘉庆二十三年举人，福建侯官人。道光十五年，挑知县，发浙江，权象山、龙游等县。道光二十年（1840年）任定海知县，是年六月第一次鸦片战争爆发，英军进抵舟山，耀兵宁波洋面。姚怀祥分募乡勇，为死守计。六月六日，英舰开炮攻城，总兵张朝发重伤撤退。英军攻破南门，怀祥负伤，立城上呼兵，无应者，愤甚，投成仁塘死，身後清廷給予了褒揚恤典，「恩予世襲紳民，雲騎尉三代」。

## 延伸阅读
[在维基数据编辑]
 《清史稿/卷494》，出自趙爾巽《清史稿》